# 安吉涅勒
安吉涅勒（法語：Inguiniel，法語發音：[ɛ̃ɡinjɛl]）是法国莫尔比昂省的一个市镇，属于洛里昂区。

## 地理
安吉涅勒（47°58'35"N, 3°16'58"W）面积51.4 平方千米，位于法国布列塔尼大區莫尔比昂省，该省份为法国西北部沿海省份，位于布列塔尼半岛南部，北起阿摩尔滨海省、西接菲尼斯泰尔省，南濒大西洋，东南接大西洋卢瓦尔省，东临伊勒-维莱讷省。
与安吉涅勒接壤的市镇（或旧市镇、城区）包括：利尼奥勒、佩尔斯肯、比布里、朗沃当、普卢艾、贝尔内、凯纳斯克莱登。

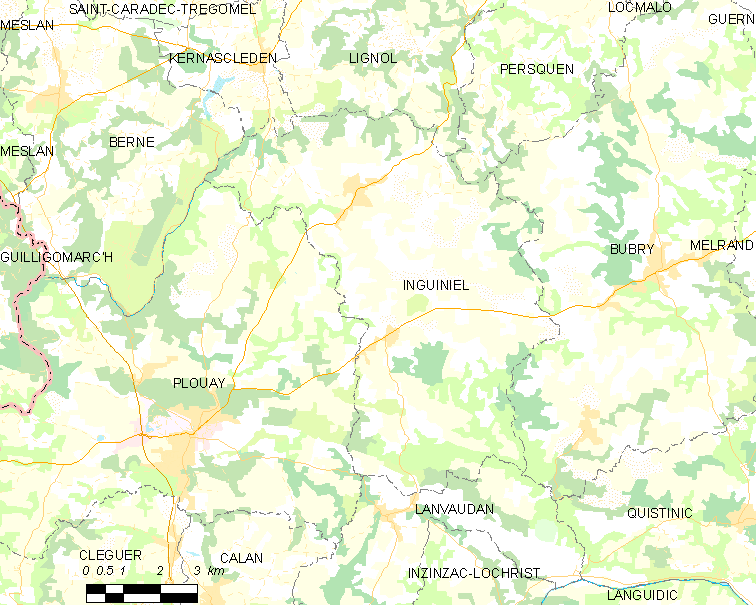
安吉涅勒的OSM定位图

安吉涅勒的时区为UTC+01:00、UTC+02:00（夏令时）。

## 行政
安吉涅勒的邮政编码为56240，INSEE市镇编码为56089。

## 政治
安吉涅勒所属的省级选区为吉代勒县。

## 人口

1962-2008年间安吉涅勒人口变化图示

安吉涅勒于2022年1月1日时的人口数量为2196人。